# Lucerna (svítidlo)

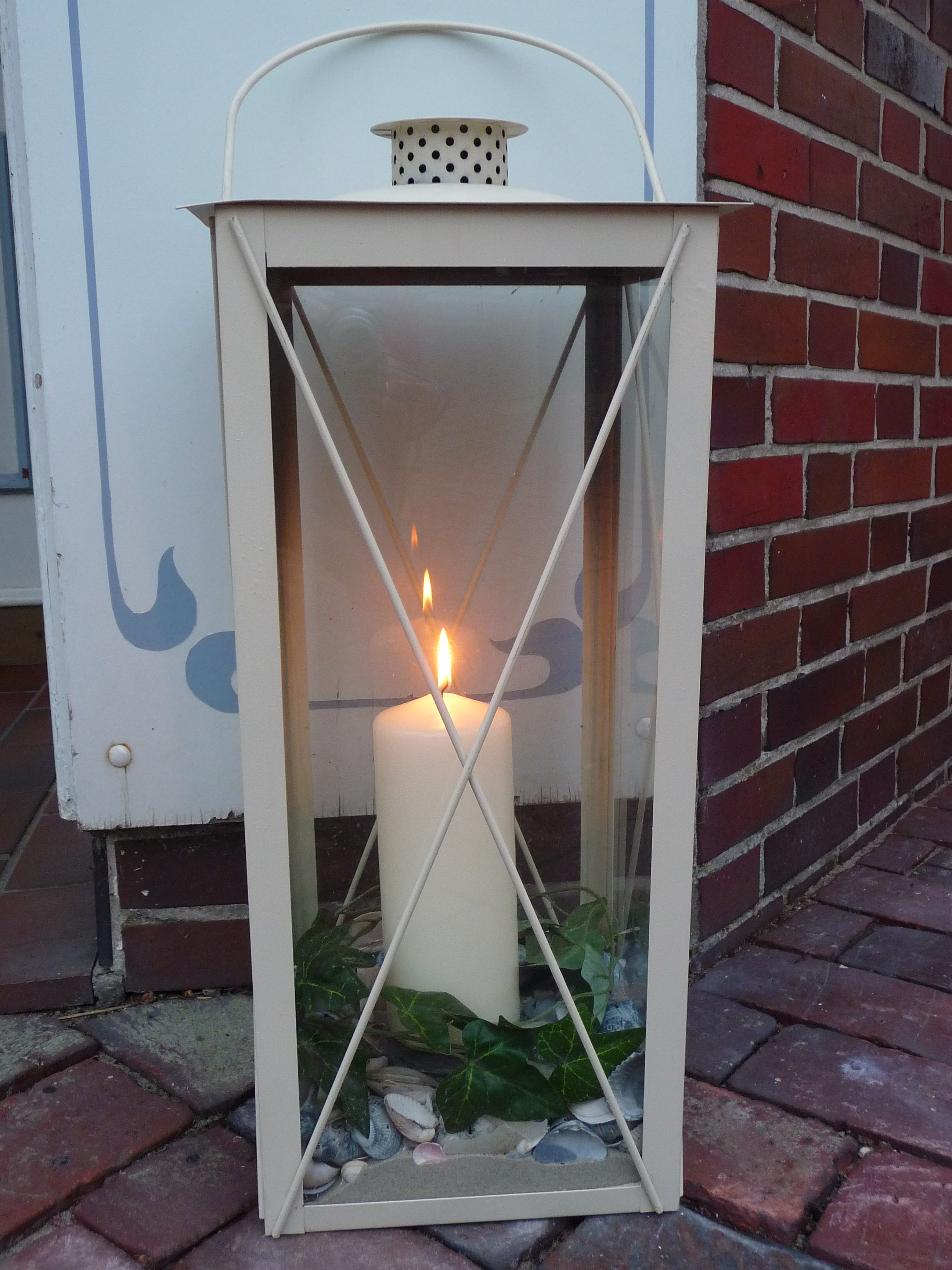
Kovová lucerna

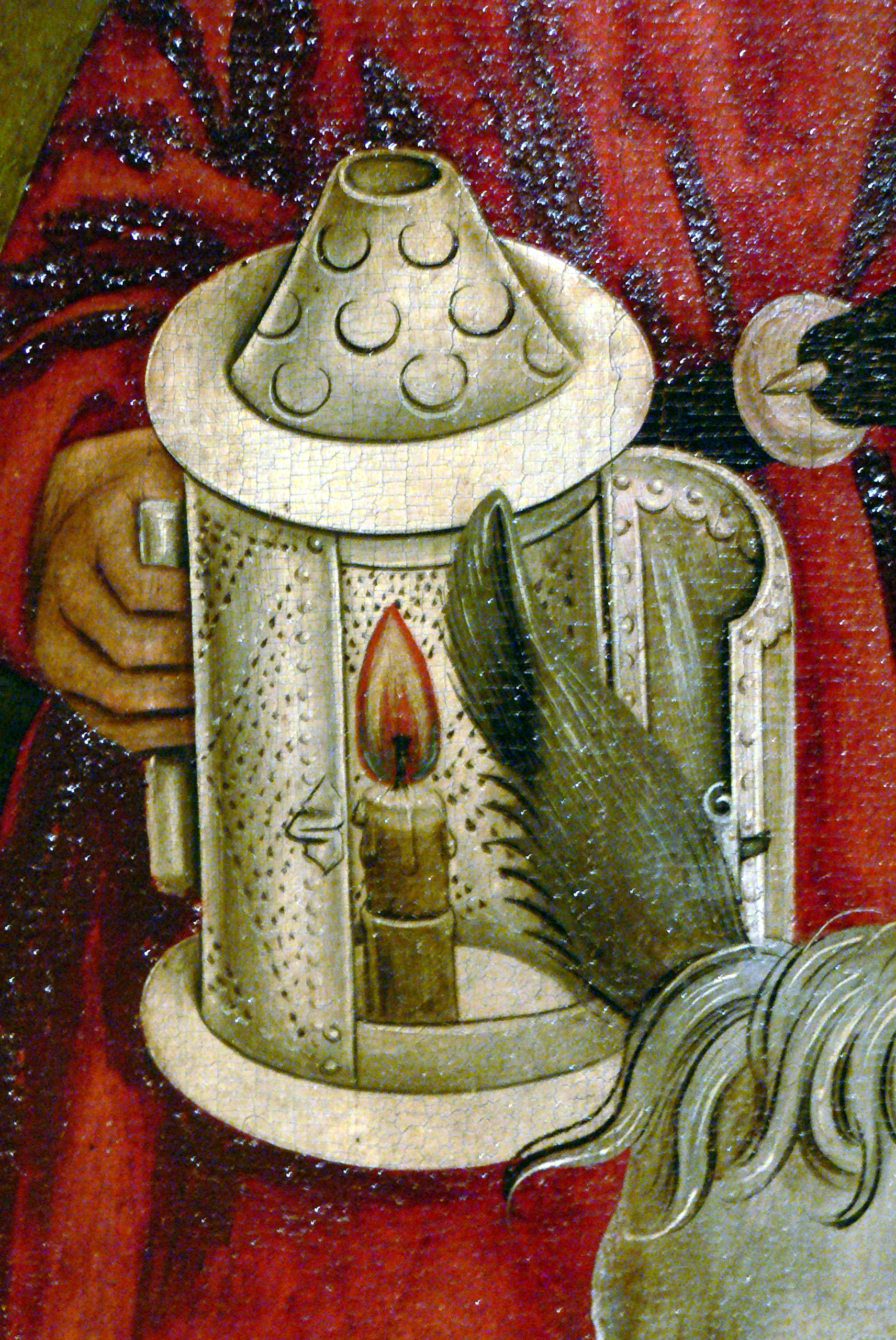
Lucerna z 15. století, Německo

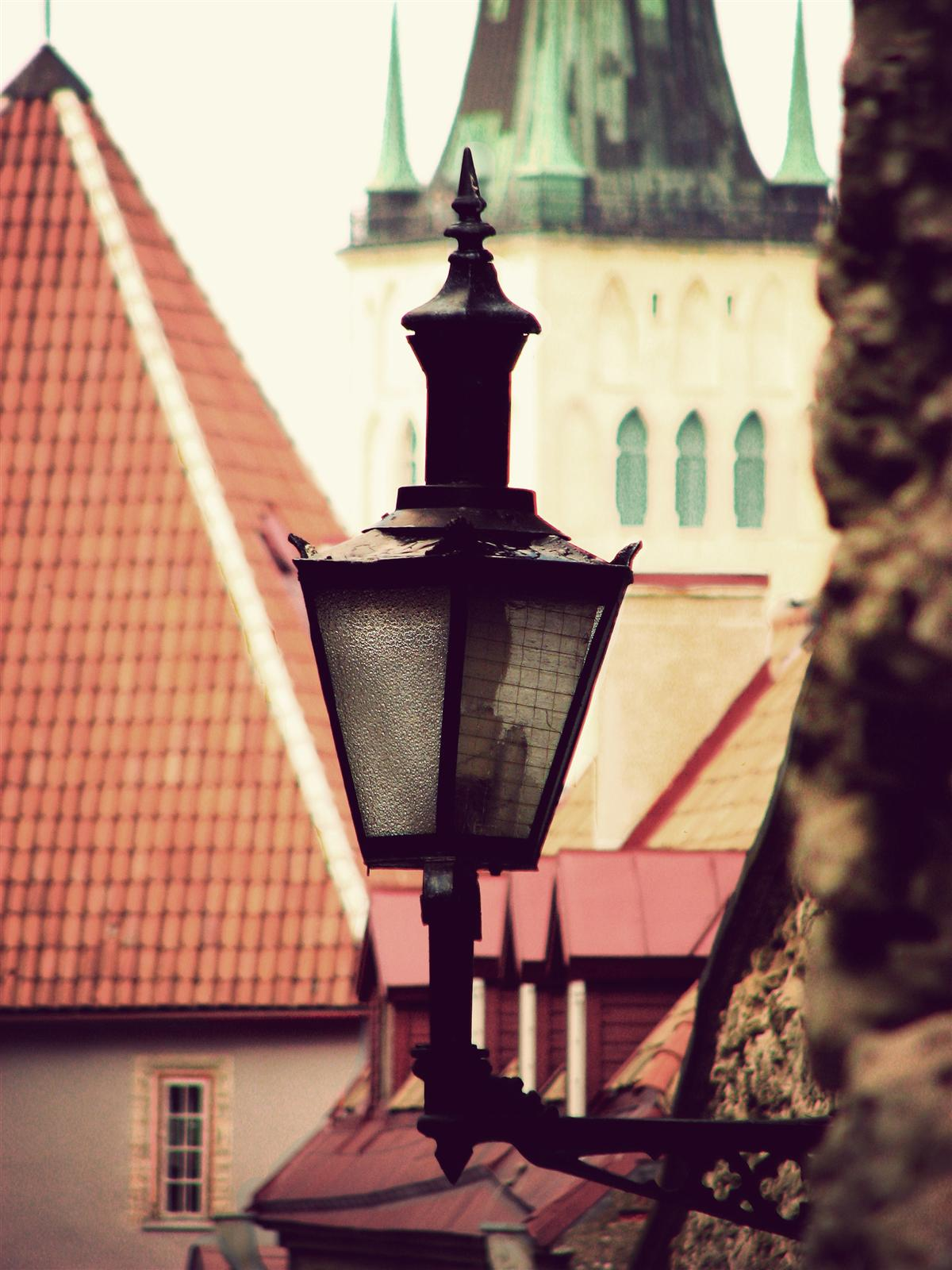
Tradiční pouliční lucerna ve městě Tallinn, Estonsko

Lucerna je ochranný kryt pro zdroj světla. Světelný zdroj (obvykle svíčka nebo knot v oleji) byl umístěn do lucerny, která plamen chránila před zhasnutím. Dnes se slovní termín lucerna používá pro název mnoha druhů přenosného i závěsného osvětlení.

## Historie
Lucerny se obvykle vyráběly z kovového rámu s několika stranami (obvykle čtyřmi, ale i šesti nebo osmi) a hákem nebo kovovým obloukem nahoře. Do rámu se vsazoval průsvitný materiál, nyní skleněné nebo plastové tabulky, ale dříve tenké listy zvířecího rohu nebo plechové pláty s vyvrtanými otvory nebo ozdobnými vzory.
Přestože se lucerny primárně používají, aby plamen neuhasil vítr, déšť nebo nějaký jiný důvod, další důležitou funkcí bylo snížit riziko požáru v případě, že z plamene vyskočí jiskra nebo světlo spadne. To bylo zvláště důležité pod palubou lodí, jelikož požár na dřevěné lodi přivodil velkou katastrofu.
Starověcí Číňané někdy zachytili světlušky do transparentních nebo poloprůhledných schránek a používali je jako krátkodobé lucerny. Lucerny se používají na mnoha asijských festivalech. Během festivalu duchů jsou lucerny ve tvaru lotosů umístěny na řeky a moře a symbolicky vedou ztracené duše zapomenutých předků k posmrtnému životu.

## Moderní lucerny na palivo a plyn
Všechny lucerny na palivo jsou do určité míry nebezpečné kvůli manipulaci s hořlavými a toxickými látkami, nebezpečí požáru nebo popálenin a potenciálnímu nebezpečí otravy oxidem uhelnatým, pokud se používá v uzavřeném prostředí. Jednoduché knotové lampy se stále užívají, jelikož jsou levné, ale poskytují málo světla a jsou nevhodné pro čtení.
Mnoho přenosných palivových svítidel z plášťových paliv nyní používá palivové plyny, které se stlačují, jako je propan, ať už samotný, nebo v kombinaci s butanem. Plynové lampy používají tzv. punčošku, aby přijaly a znovu vyzařovaly teplo jako viditelné světlo z plamene. Vznícené palivo samo o sobě mnoho světla nevyzařuje, rozžhavuje však punčošku navlečenou na hořák a ta už pak produkuje dostatek viditelného světla. Pro ochranu před vysokými teplotami a stabilizací průtoku vzduchu je kolem pláště umístěn skleněný štít (případně ochranná mřížka) ve tvaru koule nebo válce. Takovéto lampy obvykle používají malou jednorázovou ocelovou nádobu k dodávání paliva. Schopnost doplňovat palivo bez zacházení s kapalnými palivy zvyšuje bezpečnost.

## Moderní elektrické lucerny

### Svítidla
Svítidla navržená jako trvale osazená elektrická svítidla se používají v interiéru nebo v exteriéru jako veřejné osvětlení. Vzhled osvětlení může vyvolat dojem dob dřívějších nebo zlepšit estetické hledisko.
Některé nabíjecí fluorescenční lampy mohou být stále připojeny k elektrické síti a mohou být nastaveny tak, aby svítily při výpadku proudu. Během rozsáhlých poruch elektrického vedení může být dodatečné nabíjení zajištěno z 12voltovou autobaterií nebo z nabíječky na solární energii. Solární lampy se staly populární v rozvojových zemích, kde poskytují bezpečnější a levnější alternativu k petrolejovým lampám.

### Svítilny napájené bateriemi
V přenosných svítilnách se používají různé typy baterií. Jsou pohodlnější, bezpečnější a také produkují méně tepla než spalovací světla.

### LED diody
Světelné zdroje používající LED jsou energeticky účinnější než jiné typy světelných zdrojů.